# Idiocerus iliensis
Idiocerus iliensis är en insektsart som beskrevs av Mitjaev 1967. Idiocerus iliensis ingår i släktet Idiocerus och familjen dvärgstritar. Inga underarter finns listade i Catalogue of Life.